# IC 4598
IC 4598 је спирална галаксија у сазвјежђу Шкорпија која се налази на листи објеката дубоког неба у Индекс каталогу.
Деклинација објекта је - 31° 26' 29" а ректасцензија 16h 18m 13,2s. Привидна величина (магнитуда) објекта IC 4598 износи 14,2 а фотографска магнитуда 15,0. Налази се на удаљености од 47,187 милиона парсека од Сунца. IC 4598 је још познат и под ознакама ESO 451-18, IRAS 16150-3119, PGC 57772.